# Беляева, Елизавета Ивановна
Елизавета Ивановна Беляева (12 [24] октября 1894, Мариямполе, Сувалкская губерния — 21 марта 1983, СССР) — советский учёный-палеонтолог и геолог, автор БСЭ (2-е издание), награждена за научную работу орденом Ленина (1953). Известна как давняя сотрудница А. А. Борисяка и одна из организаторов Палеонтологического института АН СССР (1930).

## Биография
Родилась 12 (24) октября 1894 года в городе Мариамполе (Мариампольский уезд), Российская империя.
В 1917 году окончила Естественно-географическое отделение физико-математического факультета Женского Педагогического института в Петрограде.
В 1917—1919 годах — преподаватель естествознания в 1-й профессиональной женской школе в Петрограде.
В 1919—1925 годах работала в музее Горного института в Петрограде.
С 1921 года работала научным сотрудников в Геологическом музее Академии наук, который в 1930 году был реорганизован в Палеозоологический институт АН СССР, а затем в Палеонтологический институт АН СССР. Заведовала отделом (1931—1932).
В 1935 году присвоена степень кандидата наук по палеонтологии без защиты.
Занималась палеозоологией позвоночных животных, изучала историю фаун млекопитающих, четвертичную геологию и стратиграфию.
Участвовала в экспедициях в Казахстан, Сибирь, Монголию и Китай.
В 1979 году ушла на пенсию.
Скончалась 21 марта 1983 года [где?]

## Награды и премии
- 1945 — Орден «Знак Почёта»
- 1946 — Медаль «За доблестный труд в Великой Отечественной войне 1941—1945 гг.»
- 1949 — Медаль «В память 800-летия Москвы»
- 1953 — Орден Ленина

## Членство в организациях
- Русское палеонтологическое общество (Всесоюзное палеонтологическое общество), почётный член ВПО (с 1972)
- Московское общество испытателей природы (МОИП), c 1939
- Комиссия по изучению четвертичного периода, постоянная комиссия по палеогену
- Межведомственный стратиграфический комитет (МСК)
- Общество палеонтологии позвоночных США.

## Основные публикации
- «Материалы к характеристике верхнетретичной фауны млекопитающих Северо-Западной Монголии» (1937, М.-Л.: Изд-во АН СССР, Труды Монгольской комиссии, № 33, Вып.3).
- «Каталог местонахождений третичных наземных млекопитающих на территории СССР» (1948, Труды ПИН, Т.15, Вып.3).
- «Млекопитающие эоплейстоцена Западного Забайкалья» (в соавт., 1966, М.: Изд-во АН СССР, Труды ГИН, Вып.152).
- «Плейстоцен Тирасполя» (в соавт., 1971, Кишинев: Штиинца).